# Romantismo em Portugal

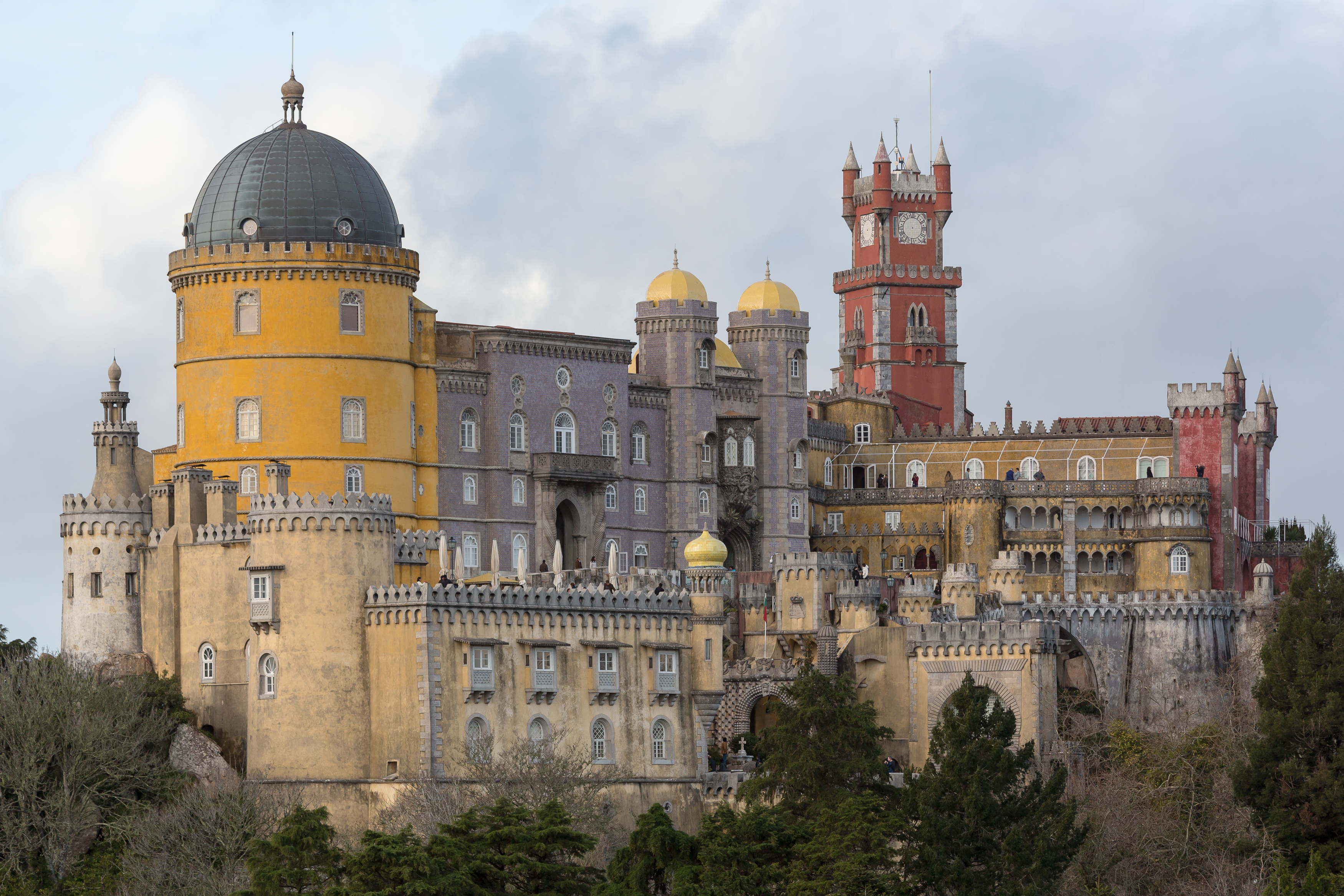
Palácio Nacional da Pena em Sintra, uma das expressões do Romantismo arquitectónico do século XIX no mundo.

O Romantismo em Portugal surgiu no século XIX. Nas artes plásticas o Romantismo é normalmente encarado como um movimento oposto ao Neoclassicismo, por ser uma reação à excessiva racionalidade clássica, negando os princípios de harmonia, ordem e proporção. A questão é, no entanto, um pouco mais complexa, porque ambos se completam e revelam ser as duas fases de um mesmo objeto. É obvio que existem elementos díspares ou mesmo opostos, como sentimento e razão ou o indivíduo versus o todo, mas essas diferenças complementam-se, principalmente nas artes plásticas, porque o movimento neoclássico já é uma atitude romântica ao virar-se para o passado. Quer dizer, o todo só faz sentido com o indivíduo, tal como a razão é inseparável do sentimento, não se podendo por a tônica em nenhuma porque estão interligadas. Nesse sentido o Romantismo surge nas artes quase naturalmente quando os artistas se apercebem da impossibilidade de negar certos aspectos da criatividade humana. Pode, então, ser caracterizado como um apelo ao individualismo, exaltando o sentimento, a emoção e a genialidade.

## Influências sociais e políticas
Como coincide com uma época de grandes modificações sociais, políticas e económicas, assume forte carga ideológica, sustentada pelo surgimento dos movimentos de carácter nacionalista, como a guerra de independência da Grécia. A revolução industrial, e todos os problemas que a caracterizam, também influenciam esta época. O Romantismo utiliza as inovações técnicas e torna-se uma verdadeira fuga ao real, como se pode ver nos revivalismos, orientalismos e jardins à inglesa, um pouco por toda a Europa. Tal como o Neoclassicismo vira-se para o passado, mas agora valorizando a Idade Média e os estilos artísticos que a caracterizam, utilizando-os como reflexo dos nacionalismos emergentes – Portugal elege o Neomanuelino estilo nacional. O desenvolvimento da história como importante disciplina académica e a moda dos romances de cavalaria, desenrolando-se numa Idade Média idílica, ajudam a popularizar os historicismos medievais.

## Condicionantes em Portugal

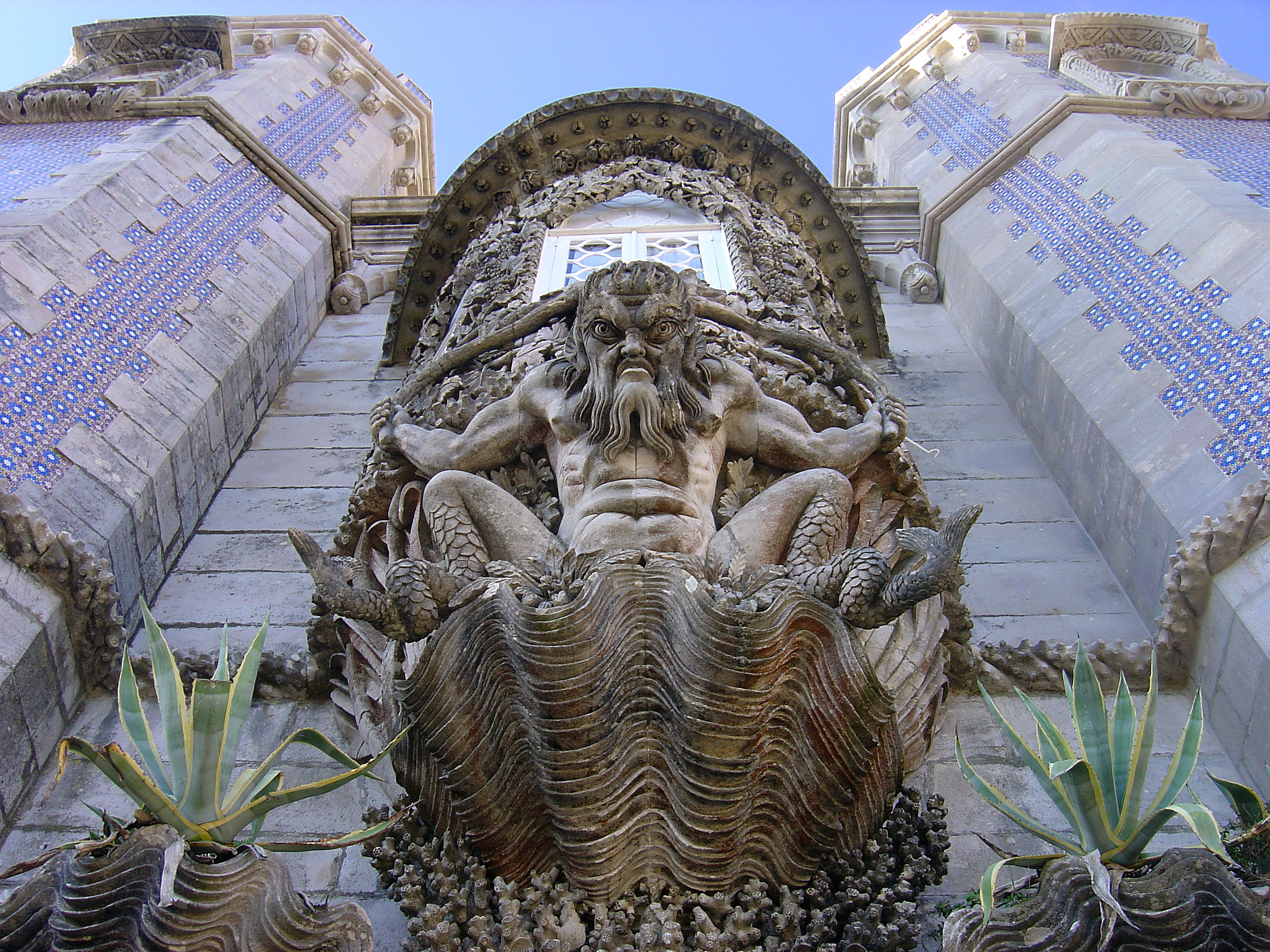
Palácio Nacional da Pena, pórtico do Tritão programado por D. Fernando II, que o desenhou como um «Pórtico allegórico da creação do mundo».

Os primeiros anos do século XIX são muito complexos, devido essencialmente à sucessão de problemas políticos, nomeadamente a fuga da família real para o Brasil em 1807, devido às invasões francesas, posterior/consequente domínio inglês, revolução liberal em 1820, regresso da família real em 1821, independência do Brasil, a perda do comércio colonial com a antiga colónia em 1822 (dramático golpe na economia portuguesa), contra revolução absolutista e, finalmente, guerras liberais, conservando a instabilidade até 1834. Esta conjuntura só permite o desenvolvimento de condições propícias à eclosão de um novo estilo artístico no final da década de 1830. Apesar de em Portugal surgir relativamente cedo na literatura, em finais do século XVIII com alguns pré- românticos, nas restantes formas artísticas desenvolve-se apenas com o impulso de dado por D. Fernando II, marido de D. Maria II, ao iniciar a construção do Palácio Nacional da Pena, após a estabilização da conjuntura nacional.

## Arquitetura
A arquitectura segue o gosto internacional, utilizando as características típicas do estilo, dividindo-se numa série de historicismos dos quais se destaca o Neomanuelino. Inspira-se no passado medieval, construindo edifícios de planta irregular simulando sucessivos acrescentos, tal como na idade média, com uma cobertura profusamente decorada, mas utilizando os progressos técnicos surgidos com a revolução industrial, tanto ao nível de materiais como de máquinas. Recorre a uma decoração baseada nas formas mais superficiais dos estilos artísticos medievais, completamente revivalista, escondendo construções modernas, frequentemente com estruturas metálicas (moderníssimas para a época). Utiliza todo o tipo de inovações como o tijolo ou revestimentos cerâmicos industriais, preservando sempre que possível questões básicas, desenvolvidas no Neoclassicismo, como a funcionalidade e a rentabilidade da arquitectura, simplesmente adaptados a outra estética. Como já foi dito anteriormente considera-se que tem início com a construção do Palácio Nacional da Pena em Sintra, pelo rei D. Fernando II,  mantendo-se até ao início do século XX, a par do Neoclassicismo e de estilos posteriores. No entanto esta afirmação não é exacta porque já no final do século XVIII, se fizeram algumas construções revivalistas, como no Mosteiro de Alcobaça ou na quinta de Monserrate em Sintra, com formas Neogóticas. A construção do Palácio Nacional da Pena marca, principalmente, uma alteração na mentalidade do panorama artístico, quando os princípios do romantismo internacional se fixam verdadeiramente em Portugal. Ao contrário do resto da Europa, o Neogótico não é a forma de arquitectura mais importante, apesar de existirem exemplos de qualidade. Este facto deve-se, essencialmente, ao carácter nacionalista da arquitectura romântica, permitindo uma surpreendente originalidade, quando comparada com a repetição de modelos no norte de continente, mesmo tendo em conta as adaptações nacionalistas de cada país. Não é por acaso que ao folhear os livros de história da arte, os grandes exemplos de arquitectura apresentados são, normalmente, os edifícios de arquitectura do ferro ou as obra que verdadeiramente diferem das restantes.

### O Neomanuelino

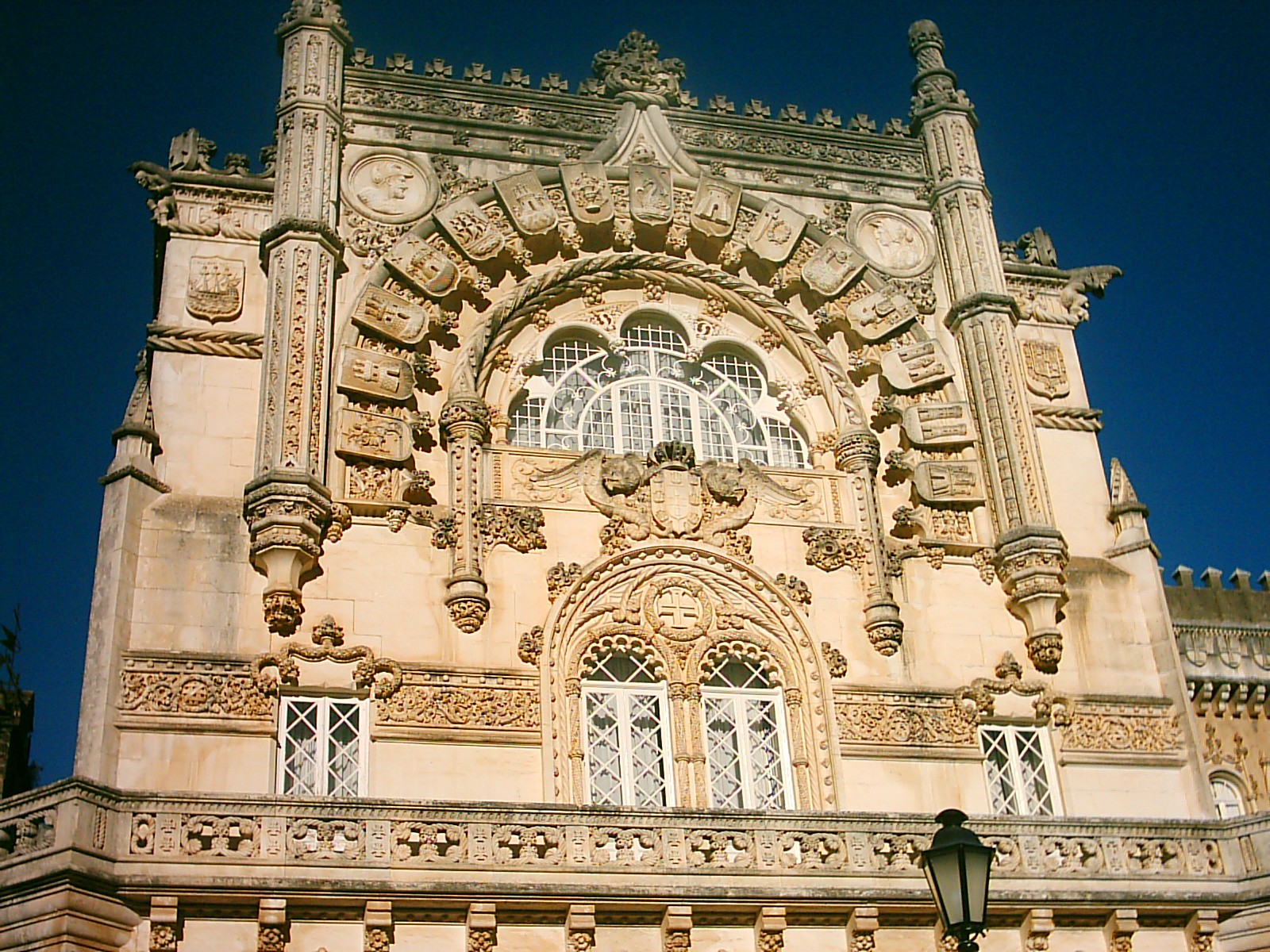
Palácio Hotel do Buçaco, pormenor da fachada neomanuelina

O Neomanuelino, devido à tendência nacionalista do Romantismo, surge como a grande arquitectura. O edifício é coberto por uma profusão de formas decorativas, tal como todos os historicismos, imitando o estilo original, mas sem tentar copiar os edifícios originais. Utiliza os elementos mais superficiais do estilo como arcos (em ogiva, ferradura, de volta perfeita, e outros), pináculos, frisos, cordas, merlões, ameias, elementos vegetalistas e alguma escultura. Os elementos decorativos são directamente copiados ou inspirados nas grandes exemplos históricos como o Convento de Cristo em Tomar, Mosteiro dos Jerónimos e a Torre de Belém em Lisboa. A colocação dos elementos decorativos segue a lógica estética, ao contrário dos originais com significado iconográfico, conseguindo um efeito de conjunto com grande impacto visual. O Neomanuelino chegou mesmo a ser exportado para o Brasil onde existem também alguns aparatosos edifícios. Era, igualmente, utilizado nos pavilhões de Portugal, nas importantíssimas exposições universais do final do século XIX, como opção nacionalista, em edifícios efémeros destinados a promover o país.

### Historicismos

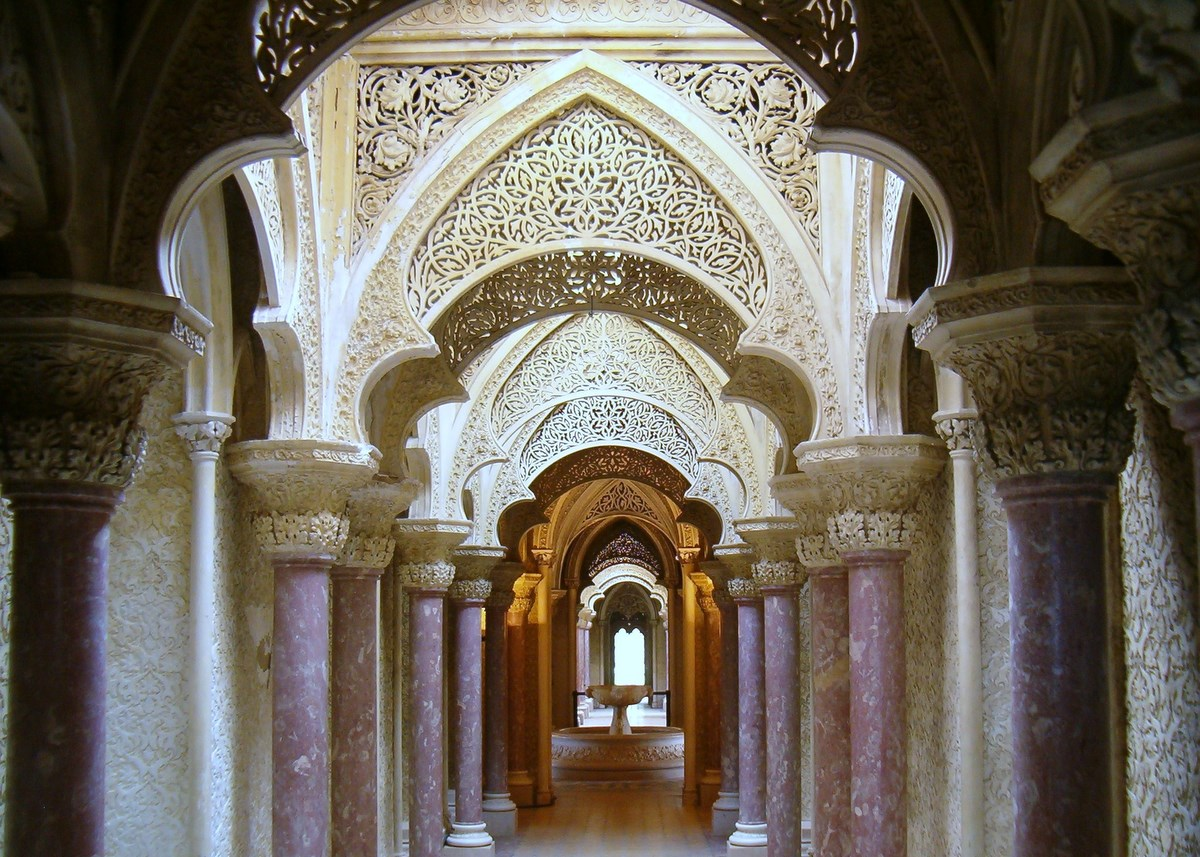
Interior neoárabe do Palácio de Monserrate, projectado pelo arquitecto James Knowles, Sintra.

O Neogótico teve menos importância. Segue a corrente internacional e, como é relativamente abundante na Europa, não atinge o esplendor do Neomanuelino. São edifícios adaptados às necessidades do século XIX, decorados principalmente com arcos em ogiva, pináculos, rosáceas, flechas e outros elementos superficiais do gótico original. O mesmo se aplica aos restantes revivalismos como o Neoárabe e o Neorromânico. Estes, talvez por serem menos utilizados na Europa, são por vezes verdadeiramente espectaculares, como a Praça de Touros do Campo Pequeno em Lisboa, ou a Câmara Municipal de Sintra e o actual Palacete de Monserrate. No final do século surge o Ecletismo, ou seja a mistura de elementos de vários estilos, quando os historicismos procuravam claramente uma saída para um percurso já quase esgotado.
A vanguarda tecnológica da época, também está presente nas grandes obras públicas. Adaptando as formas ao que se considerava ser o estilo mais indicado para o edifício, porque o ferro era facilmente moldável, permitia uma série de soluções técnicas impossíveis para a construção tradicional. As pontes e as coberturas das estações de caminho-de-ferro destacam-se pela elegância e amplitude dos conjuntos. No entanto outros edifícios são construídos com esta técnica, como o Elevador de Santa Justa em Lisboa ou o desaparecido Palácio de Cristal do Porto. Sempre que se exigiam grandes vãos (espaço livre entre os pilares de sustentação) recorria-se ao ferro. A construção ficava mais ampla, segura e barata que a edificação em alvenaria tradicional, permitindo todo o tipo de formas, historicistas ao não, utilizando abundantemente o vidro. O conjunto era prático e muito funcional.

### Principais edifícios Neomanuelinos

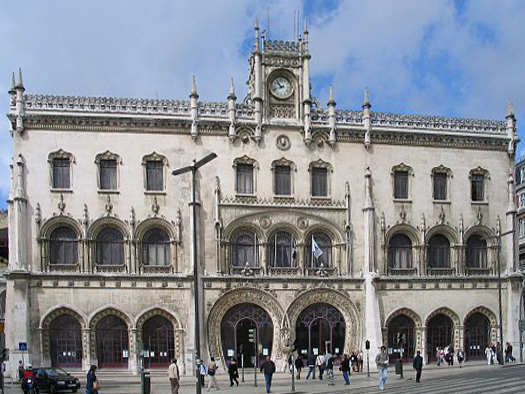
Estação Ferroviária do Rossio, em Lisboa.

Existem muitos outros exemplos, mas considera-se que os principais edifícios, em Portugal e no Brasil, são os seguintes:
- Palácio Nacional da Pena – Barão Von Eschwege e D. Fernando II rei de Portugal – Sintra. Edificado no cimo da serra de Sintra, no meio de um luxuriante e exótico parque florestal, o palácio é uma fantasia romântica ( trinta anos antes dos palácios de Luis II da Baviera). O conjunto consiste numa justaposição quase orgânica de edifícios com vários estilos, perfeitamente adaptado ao local. D. Fernando II compra as ruínas do antigo convento manuelino, destruído por uma sucessão de acontecimentos trágicos – em 1743 é atingido por um raio, em 1755 o terramoto quase arrasa a construção e, finalmente, as invasões francesas destruíram o restante. O rei participou de forma activa no projecto, impondo a preservação da edificação manuelina, a par das novas obras. O conjunto é impressionante, completamente romântico no diálogo com a natureza envolvente, utilizando elementos de Neogótico e Neoárabe. Talvez seja o mais romântico dos edifícios portugueses. Foi classificado património da humanidade pela UNESCO no conjunto histórico "Paisagem Cultural" de Sintra.
- Hotel Palácio do Buçaco – Luigi Manini – Buçaco. O pequeno convento carmelita do século XVII e o seu parque florestal recebem no final do século XIX a construção de um hotel de luxo perfeitamente adaptado ao lugar e respeitando a construção existente. O novo edifício é inspirado nos grandes monumentos manuelinos, formando um conjunto impressionante, semelhante a uma grandiosa cenografia romântica. A decoração é completamente historicista, com interiores cobertos por pinturas murais, azulejos historicistas, escultura e talha. Integra-se de modo majestoso num parque de árvores seculares e, a sua proximidade com a histórica estância termal do Luso, tornam o Hotel Palácio um dos marcos patrimoniais fundamentais do romantismo português.
- Estação do Rossio – José Luís Monteiro – Lisboa. Antiga estação central de Lisboa, encontra-se no centro histórico da capital. A fachada principal é Neomanuelina, dominada por dois grandes arcos em ferradura, sugerindo a entrada de túneis, entre contrafortes meramente decorativos. Associa frisos, pináculos e janelas muito decoradas a três janelões centrais, com varanda, no primeiro piso. É, também, de referir a cobertura da gare em arquitectura do ferro, seguindo um gosto mais clássico, que a torna uma das principais em Portugal.
- Quinta da Regaleira – Luigi Manini – Sintra. Executado num romantismo muito tardio, cerca de 1905, recebeu a alcunha dos contemporâneos de "Palácio das Fadas" devido à elegância do conjunto, bem como ao enquadramento paisagístico num belo parque florestal. É uma verdadeira cenografia constituída por torres, pináculos, janelões, frisos, cordas e muita decoração vegetalista. Está rodeado de algumas das quintas mais importantes, do conjunto monumental classificado património da humanidade pela UNESCO, no conjunto histórico "Paisagem Cultural" de Sintra.
- Paços do Concelho de Sintra – Adães Bermudes – Sintra. Transformada em centro elegante ao longo do século XIX, a vila de Sintra chega ao século XX necessitando de um novo edifício para Câmara Municipal. Foi edificado ainda em estilo Neomanuelino, de grande elegância, e perfeitamente integrado no conjunto monumental. Foi classificado património da humanidade pela UNESCO no conjunto histórico "Paisagem Cultural" de Sintra.
- Real Gabinete Português de Leitura do Rio de Janeiro – Rafael da Silva Castro – Rio de Janeiro. A muito prestigiada Associação nasce em 1837. Em 1888 inaugura o novo edifício, em estilo Neomanuelino, por razões nacionalistas.
- Real Centro Português de Santos – Ribeiro da Silva e Alberto da Maia – Santos. Inaugurado em 1900 segue o estilo Neomanuelino por razões nacionalistas.

### Principais edifícios neogóticos

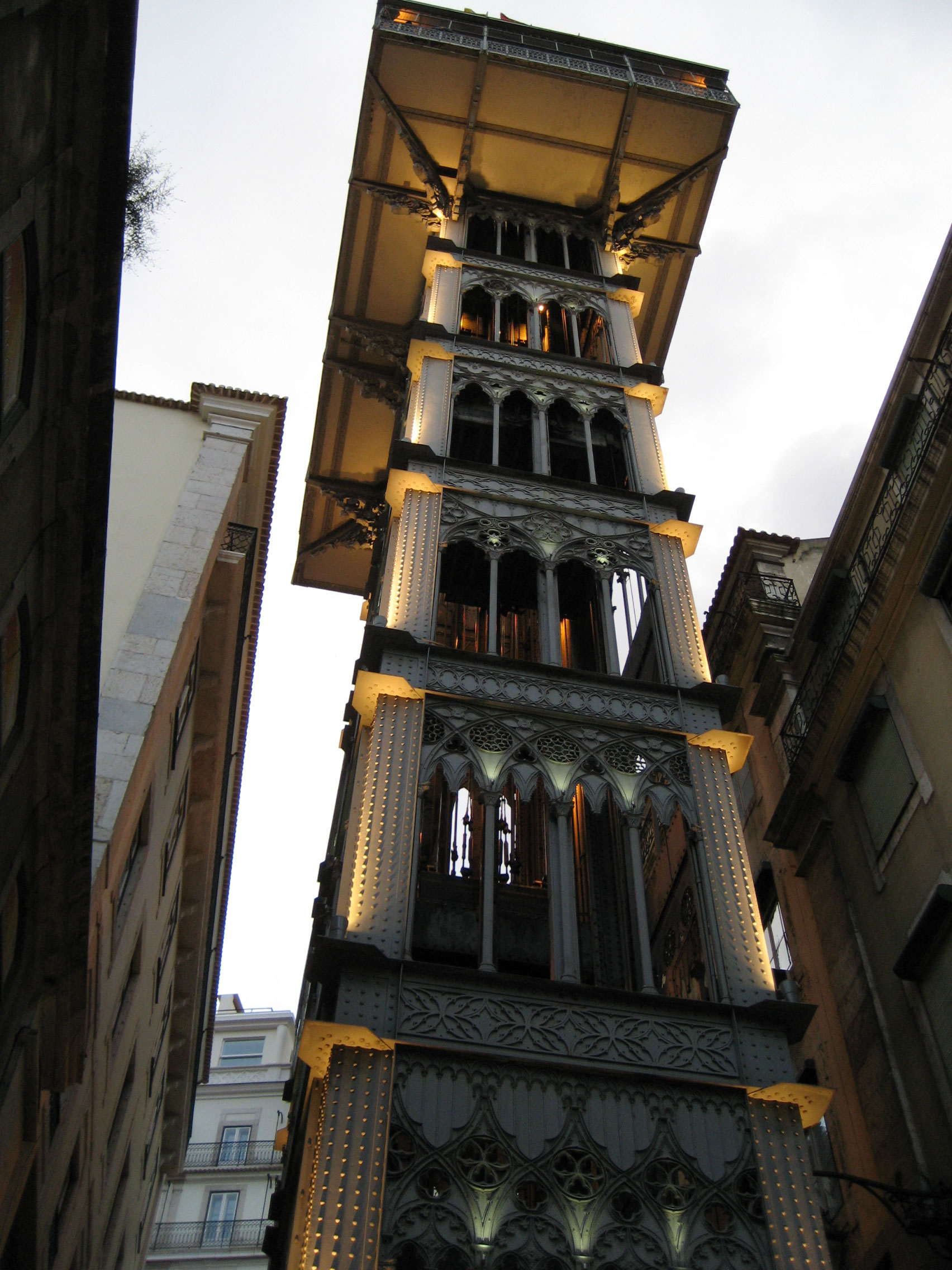
Elevador de Santa Justa, em Lisboa.

Existem outros exemplos mas considera-se que os principais edifícios são os seguintes:
- Elevador de Santa Justa – Raul Mesnier de Ponsard – Lisboa. Talvez seja o exemplo de Neogótico mais conhecido em Portugal apesar de ser, também, um dos principais exemplos de arquitectura do ferro da cidade. Simula uma torre com seis andares fingidos, mas individualizados, com frisos e ogivas, coroada por uma plataforma mais larga, onde termina a subida. Tem acesso directo ao histórico largo do Carmo, através de uma passagem, também em ferro, lateralmente às ruínas góticas da Igreja do Convento do Carmo (edifício verdadeiramente gótico que foi deixado em ruínas como memorial do terramoto de 1755 para as gerações futuras). Apesar do elevador ser em ferro e a igreja em pedra, encontra-se perfeitamente enquadrado pelas semelhanças estilísticas, não escondendo o seu carácter industrial. É um dos monumentos mais marcantes do centro histórico de Lisboa.
- Capela dos Pestanas – Albano Cascão – Porto. Pequeno edifício Neogótico arriscando reproduzir de forma estrutural a idade média. É constituído por torre na fachada, com flecha e ogivas, tentando verdadeiramente utilizar a linguagem do estilo original, um pouco à maneira do norte da Europa. É dos raros edifícios portugueses a não explorar a decoração como forma de imprimir o carácter pretendido.
- Igreja de Reguengos de Monsaraz – António José Dias da Silva – Reguengos de Monsaraz. Uma das raras igrejas Neogóticas construídas em Portugal. É essencialmente uma planta basilical, com torre poligonal na fachada, contrafortes decorativos, pináculos muito simples, arcos em ogiva e alguns elementos decorativos. Existiu uma preocupação de respeitar a tradição alentejana ao se optar por um exterior branco em vez de uma total cobertura em pedra.

### Principais edifícios neoárabes

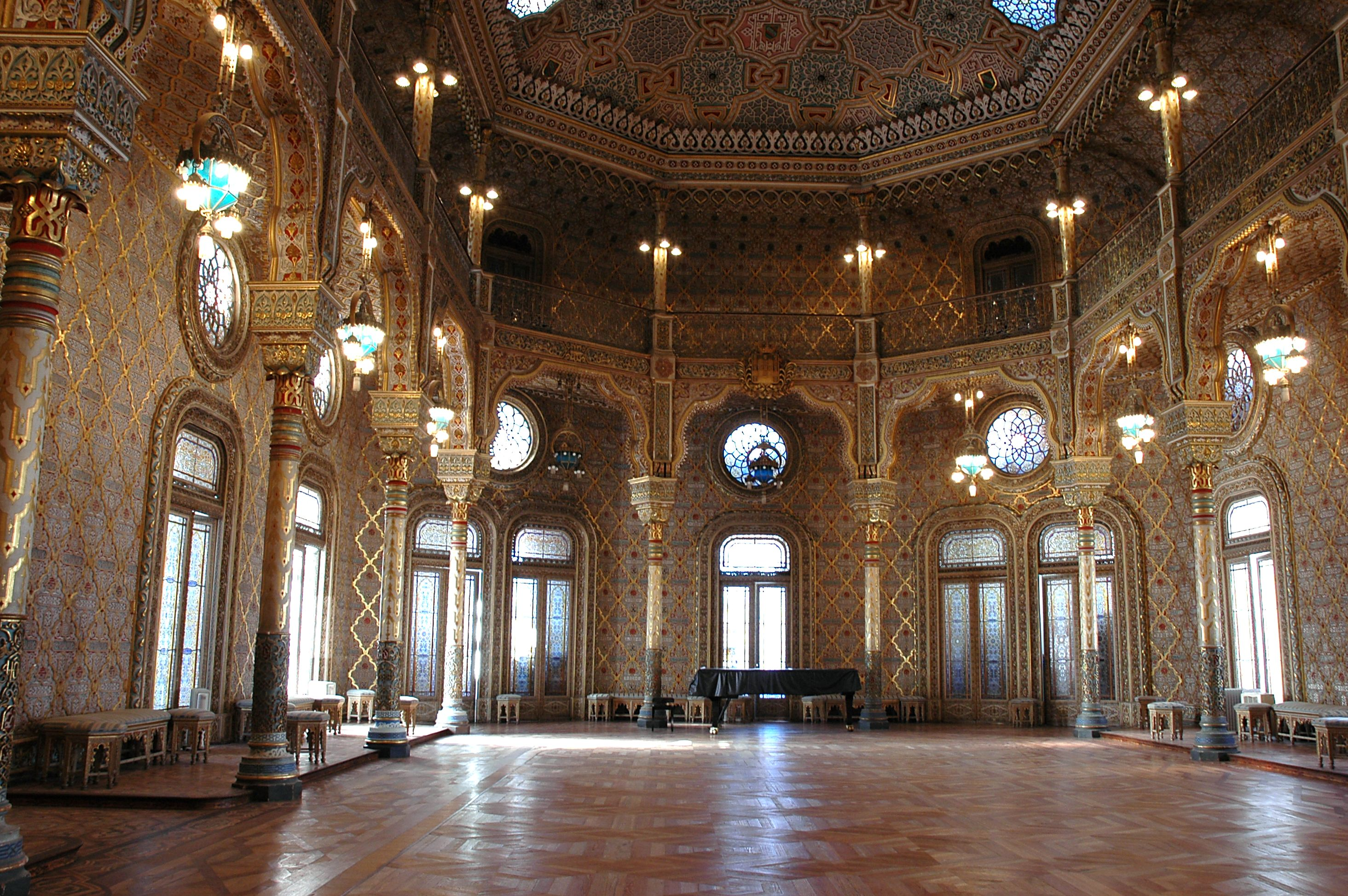
Salão nobre do Palácio da Bolsa, Porto.

Existem outros exemplos mas considera-se que os principais edifícios são os seguintes:
- Praça de Touros do Campo Pequeno – António José Dias da Silva – Lisboa. O imponente edifício rapidamente se tornou na principal praça de touros do país. Executado em tijolo vermelho, caso raro em Portugal, é constituído por torres, cúpulas em forma de bolbo, arcos em ferradura e alguns elementos decorativos. A forma circular é a dominante da construção. É ainda actualmente um dos principais equipamentos da cidade, entretanto adaptado para poder receber outro tipo de acontecimentos, sem interferir com a edificação.
- Quinta do Relógio – António Tomás da Fonseca – Sintra. Seguindo um estilo invulgar no Portugal da época, mas já utilizado no Palácio Nacional da Pena, é claramente a tentativa de criar um refúgio exótico no propício ambiente de Sintra. Composto por arcos em ferradura e cores fortes, contrasta mas integra-se no jardim. Foi classificado património da humanidade pela UNESCO no conjunto histórico "Paisagem Cultural" de Sintra.

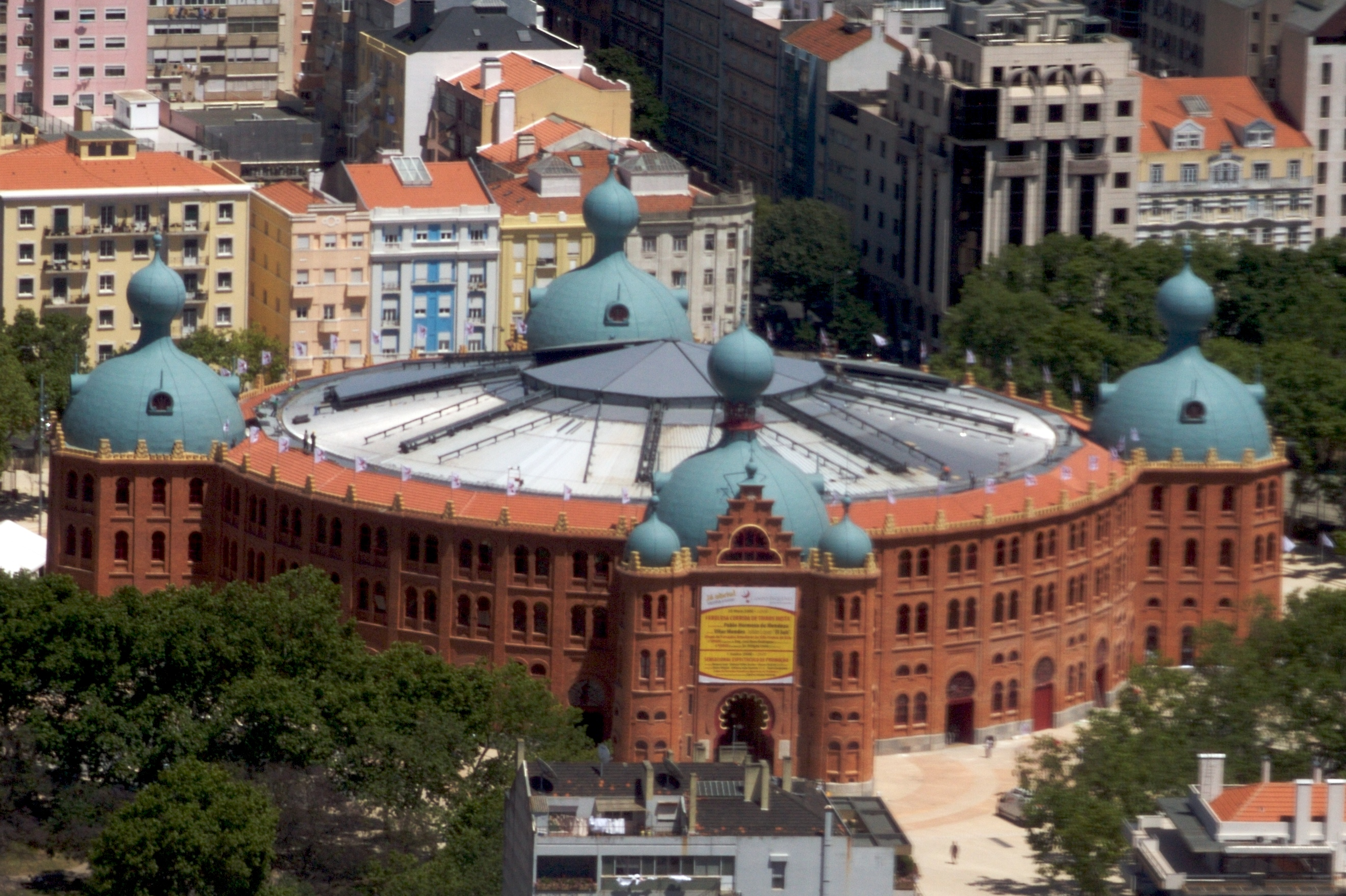
Praça de Touros do Campo Pequeno, em Lisboa.

- Salão Nobre do Palácio da Bolsa/ atual Associação Comercial do Porto – Gustavo de Sousa o Salão Árabe e Joaquim Costa Lima o Edifício – Porto.

## Escultura
A escultura romântica é dominada, tal como todo o estilo, pelo sentimento. Para conseguir transmitir essa ideia recorre efeitos expressivos como o dinamismo, acabamento bruto e a utilização do grupo escultórico. Os temas assumem-se como parte fundamental da estratégia de exaltar os sentimentos, representando o dramatismo da acção, o lado sentimental ou acontecimentos heróicos. Em simultâneo surge a representação da natureza, nomeadamente de animais, sem a presença humana.
Em Portugal a escultura segue a corrente internacional, oscilando entre influencias clássicas e uma aproximação ao Naturalismo. O fim das guerras liberais e o crescente nacionalismo são visíveis nos temas heróicos e históricos, enaltecendo as grandes figuras do passado, encaradas como exemplos e símbolos nacionais. Assim, surgem nas grandes cidades os monumentos públicos, em sintonia com a restante Europa, compostos por esculturas e relevos em pedestais  monumentais. Destacam-se os seguintes monumentos:
- Camões, de Vítor Bastos – Lisboa.
- Afonso de Albuquerque, de Costa Mota Tio – Lisboa.
- D. Pedro IV, de Calmels –  Porto.
- D. Pedro IV, Davioud e Robert – Lisboa.
- Restauradores, António Tomás da Fonseca, Augusto de Barros, Alberto Nunes e Simões de Almeida – Lisboa.

Uma das particularidades da escultura romântica em Portugal é a sua frequente junção com a estética naturalista. Este facto deve-se à manutenção do Romantismo, principalmente nos monumentos públicos, em simultâneo com o desenvolvimento do excelente Naturalismo em Portugal. Alguns escultores adaptam a estética naturalista às encomendas oficiais, resultando numa original fusão entre os dois estilos, perfeitamente adaptada às necessidades impostas pelo monumento. É, de novo, um ajustamento às grandes correntes estéticas internacionais, seguindo a sensibilidade nacional. Convém, ainda, referir o facto de a complicada situação portuguesa, do início do século XIX, só ter permitido os grandes monumentos públicos numa época já relativamente tarde, quando os escultores activos se interessavam, e seguiam, o Naturalismo. No entanto, o espírito romântico está presente e a qualidade da obra em nada é afectada por esta simbiose. Para correctamente compreender a escultura romântica em é fundamental conhecer o Naturalismo em Portugal.

## Pintura

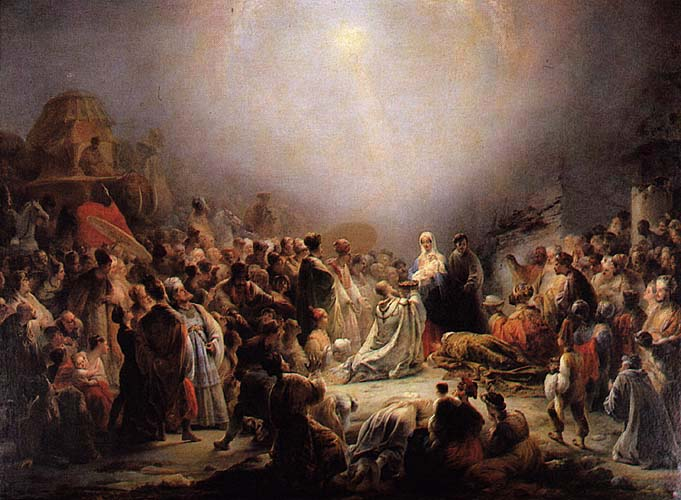
A Adoração dos Magos (1828), de Domingos Sequeira, no Museu Nacional de Arte Antiga.

Domingos António Sequeira, também conhecido por Domingos Sequeira, fazendo a transição do Neoclassicismo para o Romantismo, em sintonia com o que de mais moderno se fazia no continente, inicia relativamente cedo um percurso romântico, simbolizado pela desaparecida pintura "Morte de Camões" exposta em 1824, interrompido com a sua morte em 1837. Ainda no Neoclassicismo, explora várias temáticas, mostrando-se genial em todas, desde a alegoria à pintura de história, religiosa e pitoresca (cenas da vida local). No retrato também mostra uma qualidade e uma evolução notáveis, desde o primeiro classicismo até a um romantismo assumido e de grande qualidade. Se o "Retrato do Conde de Farrobo", datado de 1813, é completamente neoclássico, o "Retrato dos filhos", cerca de 1816, já se assume romântico, e o "Retrato de José Clemente de Mendonça e Mendes", feito em 1819, possui um individualismo revelador do Romantismo pleno. É fundamental uma referência ao conjunto de estudos elaborado para os retratos dos deputados da Assembleia Constituinte, elaborados cerca de 1821, onde tenta atingir o retrato psicológico individual. A sua pintura religiosa é notável. A série sobre a vida de Cristo, realizada entre 1827 e 1832, são verdadeiras obras-primas. Com um domínio magistral da luz, aproxima-se da forma difusa, apenas comparável a Rembrant e Turner. Os restantes artistas, em consequência da instabilidade vigente, só mais tarde conseguem aderir à nova estética, ao tentar ultrapassar o classicismo. Assim, considera-se que a pintura romântica portuguesa, devido à difícil conjuntura existente, se desenvolve apenas depois da vitória liberal. Deve ser encarada como uma junção de vários artistas, portugueses e estrangeiros, seguindo percursos individuais, sem formar uma "escola" baseada em princípios ideológicos claros. Esta atitude, além de curiosa e pouco habitual no Romantismo, pode ser compreendida como um reflexo da importância crescente do individualismo. Claramente afastada dos princípios académicos, desenvolve uma sensibilidade baseada na pintura de costumes populares e paisagens, quase bucólica, que de algum modo se aproxima do futuro Naturalismo, em quadros de pequenas dimensões. Destacam-se Tomás da Anunciação, João Cristino da Silva, Leonel Marques Pereira e Auguste Roquemont.
Outros pintores se destacam noutro tipo de pintura. O retrato, tornou-se a especialidade do chamado Visconde de Meneses, aristocrata de nascimento,  seguindo a linha dos grandes retratistas britânicos. Pintor de grande sensibilidade e talento fixa a sociedade elegante, em simultâneo com um percurso mais pessoal, baseado em cenas de costumes populares. A sua grande qualidade como retratista é inegável, como se pode ver na sua obra mais conhecida, "O retrato da Viscondessa de Meneses", de 1862, mostrando a sua esposa com um elegante vestido de corte, numa varanda com paisagem, colocando-o entre os grandes retratistas do seu tempo.
Miguel Ângelo Lupi tenta vários percursos artísticos, desde os costumes à pintura de história, destacando-se também como retratista. Pintor de talento, chegou a ser nomeado professor da academia.
Na pintura de história Francisco Metrass é o principal representante.
Existem ainda outros artistas mas tornar-se ia exaustivo estar a nomear todos, pelo que se optou por referir apenas os principais.

## Jardins

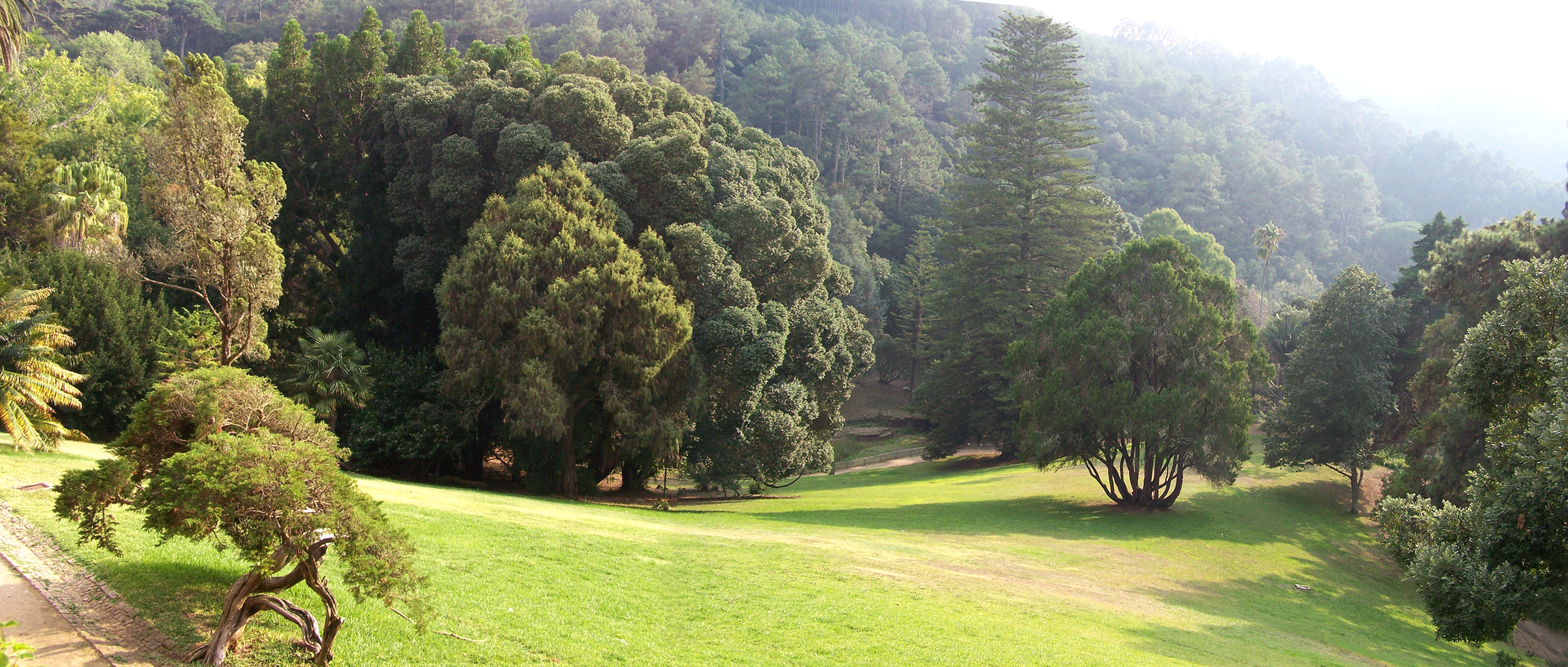
Jardins do Palácio de Monserrate em Sintra um trabalho de paisagismo elaborado pelo pintor William Stockdale com o botânico William Nevill e James Burt, mestre jardineiro.

O Jardim, chamado à inglesa, é um dos elementos indispensáveis no Romantismo. É caracterizado por um arranjo paisagístico, simulando ou melhorando a natureza, onde se integra o edifício, bem como pavilhões puramente cenográficos, falsas ruínas e/ou pagodes. Surge nesta época como reacção ao jardim geométrico, dito à francesa, de tradição barroca, tornando-se um reflexo da mentalidade romântica e do individualismo.
Em Portugal, apesar dos inúmeros exemplos, principalmente no norte do país, destaca-se o admirável conjunto de jardins românticos em Sintra. Nestes são de referir o parque do Palácio Nacional da Pena, bem como das restantes quintas históricas, das quais é indispensável assinalar Monserrate e Regaleira. Os arranjos paisagísticos, povoados de espécies exóticas vindas dos quatro continentes, integram-se no relevo da serra que, devido às características do solo e clima, desenvolvem todas as espécies de forma invulgar.

## Literatura
Almeida Garrett
Almeida Garrett foi um poeta, prosador e dramaturgo português que teve um importante papel como o iniciador do movimento romântico em Portugal com a publicação do poema “Camões”. Desde cedo manifestava inclinação pela literatura e pela política.
Carreira literária: 
A obra de Almeida Garrett costuma ser dividida em três fases:
-A primeira fase teve início em 1816, quando Garrett escreveu seus primeiros poemas, com características do “Arcadismo”. Os mesmos foram reunidos, mais tarde, na obra intitulada “Lírica de João Mínimo”.
-A segunda fase da obra de Garrett mostrou sua tendência romântica inspirada no Romantismo Inglês e enraizada no seu espírito nacionalista e pela valorização da pureza da língua portuguesa. Influenciado pela obra de Shakespeare, escreveu o poema "Camões". Publicado em 1825, foi considerado o marco inicial do “Romantismo em Portugal” 
-A terceira fase da obra de Garrett apresentou-se essencialmente romântica, quando deixou excelentes poemas lírico-amorosos, entre eles destaca-se: “Este Inferno de Amar”.
Almeida Garrett foi também o iniciador do teatro romântico português, despertando, através dele, o sentimento de patriotismo e o gosto pelos momentos marcantes da história nacional. Escreveu peças neoclássicas, como “Catão” (1822) e românticas, como “Um Auto de Gil Vicente” (1842), “O Alfageme de Santarém” (1842), “Frei Luís de Souza” etc... Garrett, elevou o gênero literário da prosa através da narrativa de viagens, escrevendo prosas de ficção, entre elas: “O Arco de Santana” (romance histórico 1845-1850), e “Viagens na Minha Terra” (1843-1846).
Alexandre Herculano
Alexandre Herculano de Carvalho e Araújo foi um jornalista, historiador, escritor e poeta nascido em Lisboa (Portugal) no dia 28 de março de 1810.  Filho de Teodoro Cândido de Araújo, funcionário da Junta dos Juros (Junta do Crédito Público) e de Maria do Carmo Carvalho de São Boaventura, filha e neta de pedreiros da Casa Real.
A sua infância foi marcada por diversos acontecimentos dramáticos da sua época, como as invasões francesas, o domínio inglês e a afluência das ideias liberais que levaram à revolução de 1820.
Estudou no Colégio da Congregação do Oratório de São Filipe, no Convento das Necessidades em Lisboa, até aproximadamente aos seus 15 anos de idade, sendo posteriormente impedido de prosseguir os estudos universitários devido a dificuldades económicas que surgiram como uma das consequências da cegueira do seu pai em 1827.
Como substituição aos estudos universitários Alexandre Herculano frequentou um curso de comércio na Academia da Marinha Real e estudou na Torre do Tombo, que lhe deu a formação de base para os seus futuros trabalhos como historiador, aprendeu ainda diversas línguas como o francês, inglês, alemão e italiano que tiveram uma grande importância na sua vida literária.
Os tempos agitados em que Portugal vivia, devido à crise política desencadeada pela subida ao trono de D. Miguel tiveram grande impacto no rumo de vida que este seguiu.
Aderindo às ideias em voga na Europa, não apenas ao Romantismo como movimento literário, mas também à sua vertente política que defendia a liberdade dos povos e as monarquias constitucionais. Sendo um liberar o escritor participou em diversas atividades político-revolucionárias, o que não agradava o regime vigente que repudiava esta ideologia.
O seu envolvimento na revolta militar em 1831, fez com que fosse perseguido e obrigado a procurar refúgio em Inglaterra e mais tarde em França. Foi neste país que conheceu o romantismo dos escritores franceses.
Quando regressou finalmente a Portugal alistou-se ao exército liberal de D. Pedro IV, participando no desembarque do Mindelo, em 1832 ao lado de Almeida Garrett. Foi soldado durante a guerra civil (1832-1834).
Após o seu papel militar, Alexandre Herculano foi deputado e desempenhou alguns cargos políticos. Mas a sua vida política durou pouco tempo, pois este rapidamente manifestou desilusão com a política e vida pública.
Nos seus cargos políticos a sua ação foi essencialmente cívica na luta contra os setores mais conservadores do clero e da sociedade portuguesa.  
Em 1840 foi eleito como deputado do partido Conservador, pelo Círculo do Porto, mas devido ao seu caráter não se adaptou às atividades políticas. Afastou-se da política e dedicou-se à literatura
Aos 57 anos casou com Mariana Hermínia de Meira, vivendo os últimos anos de vida na sua quinta nos arredores de Santarém, onde veio a falecer, em 1877, vitimado por uma pneumonia.
Depois da sua vida política, tornou-se diretor da revista “Panorama” onde publicou alguns estudos históricos, contos e novelas, que foram posteriormente editados nos livros “A Voz do Profeta” (1836) e “A Harpa do Crente” (1838).
Em 1839, a convite do rei D. Fernando, foi nomeado para dirigir a Real Biblioteca da Ajuda.
Alexandre Herculano deixou-nos uma importante obra literária, romances históricos, peças de teatro, poesia e ensaios, opúsculos e reflexões sobre o estado, a sociedade e a igreja de Portugal. Mas o seu maior contributo foi no campo da história.
Sendo o primeiro historiador moderno português dedicou-se ao estudo das origens de Portugal e dos problemas políticos e sociais da Idade Média, tendo publicado o livro “História de Portugal” (1846-1853) em quatro volumes, e “História da Origem e Estabelecimento da Inquisição em Portugal” (1854), livros que contém uma grande importância e valor histórico.
Alexandre Herculano foi juntamente com Almeida Garrett, o introdutor do romantismo em Portugal, desenvolvendo temas como a incompatibilidade do homem com o meio social e escrevendo obras literárias importantes tanto para a sua época como para a atualidade.
Foi um dos homens mais importantes da era do Romantismo.
Principais obra
- “A Voz do Profeta” (1836)
- “A Harpa do Crente” (1838)
- “Poesias” (1850) 
- “O Fronteiro de África ou três noites aziagas” (1839)
- “Os Infantes em Ceuta” (1842). 
- “O Pároco de Aldeia" (1825)
- “O Galego: vida, Ditos e Feitos de Lázaro Tomé” (1846
- “O Bobo” (1843)
- “Eurico, o Presbítero: Época Visigótica” (1844)
- “O Monge de Cister: Época de D. João” (1848)
- “Lendas e narrativas” (185
- “Os Egressos” (1842)
- “Teatro, Moral, Censura” (1841)
- “Da Instituição das Caixas Económicas” (1844)
- “As Freiras de Lorvão” (1853)
Webgrafia:
https://pt.m.wikipedia.org/wiki/Alexandre_Herculano
https://www.ebiografia.com/alexandre_herculano/
https://ensina.rtp.pt/artigo/uma-biografia-de-alexandre-herculano/
António Feliciano de Castilho
António Feliciano de Castilho, nasceu a 8 de janeiro de 1800 e morreu a 18 de junho de 1875, foi um autor romântico português  contemporâneo de Almeida Garrett e Alexandre Herculano. 
Apesar da sua cegueira formou-se na universidade de Coimbra, onde também escreveu as suas primeiras obras, tais como “Epicédio na morte da augustíssima senhora D. Maria I, rainha fidelíssima” e  “À faustíssima acclamação de S. M. o S. D. João VI ao throno”
 Em 1820 publicou uma “Ode à morte de Gomes Freire e seus Sócios”, nesse ano também imprimiu anonimamente o elogio dramático “A Liberdade”, para ser representado num teatro particular. E em  1821 imprimiu o seu poema pseudo-clássico “Cartas de Echo e Narciso” dedicado à mocidade acadêmica.
Em 1826, mudou-se para o pé do irmão em Castanheira do Vouga e foi lá que viveu até 1834, foi durante essa época que traduziu as “Metamorfoses” e os “Amores de Ovídio” e que escreveu muitos dos versos incorporados mais tarde nas “Escavações poéticas” e que compôs os poemetos “A noite do Castello” e os “Ciúmes do Bardo”.
 Fundou o jornal “O Panorama” e publicou em 1839 oito fascículos da obra, em que colaborou Alexandre Herculano, escrevendo o último quadro. Em 1841 fundou e publicou a primeira edição da “Revista Universal Lisbonense”, e foi dirigida por ele até 1845. Após deixar a direção da revista, Feliciano de Castilho, juntamente com o seu irmão José Feliciano de Castilho deu princípio à “Livraria Clássica Portuguesa”, onde escreveu as biografias do padre Manuel Bernardes e de Garcia de Resende.
 Por esta época, consolidado a sua reputação como “escritor de regime” e com todos os elogios envolventes, Feliciano de Castilho dá origem à célebre Questão Coimbrã do Bom-Senso e Bom-Gosto.
Preocupado com o número de alfabetismo em Portugal foi também o criador do  Methodo Portuguez de Castilho, um método de aprendizagem da escrita e da leitura, mas apesar da sua luta o  seu método nunca foi adotado para a aprendizagem, o que foi um pesar na vida de Castilho.
 Em 1861 publicou uma nova edição do “Amor e Melancholia”, complementada com a “Chave do Enigma” e com uma autobiografia até 1837. Em 1862 foi publicada a tradução dos “Fastos de Ovídio”, em seis volumes, seguida de notas escritas a seu convite por diferentes escritores portugueses. Em 1863 foi publicada a colecção de poesias Outono.
Em 1866 foi a Paris e publicou em Paris a “Lyrica d'Anacreonte” e em 1867, também em Paris, promoveu uma edição luxuosa da tradução das “Geórgicas de Virgílio” e por fim em 1868 publicou os “Ciúmes do Bardo”.
Soares Dos Passos
sobre o autor :
-António Augusto foi um dos representantes da poesia ultrarromântica em Portugal.
-Fez parte do segundo momento da poesia romântica portuguesa, juntamente com o poeta Camilo Castelo Branco.
-Este, nasceu em Portugal, no Porto, no dia 27 de Novembro de 1826.
-Faleceu no dia 8 de fevereiro de 1860, aos 33 anos.
Sobre a vida do autor :
-Formou-se em Direito na Universidade de Coimbra, em 1854.
-Nesta mesma época, estudou Francês e Inglês.
-Ao concluir o curso de Direito, voltou ao Porto e começou a trabalhar no tribunal da cidade. Pouco tempo depois, com a saúde debilitada, abandonou o emprego e decidiu dedicar-se exclusivamente à Literatura.
-Nessa época, colaborou ainda na revista Novo Trovador, ligada ao Romantismo do período político da Regeneração.
-Soares de Passos desde jovem, sofria de Tuberculose, foi o que o levou à morte.
Suas obras :
-Autor de poemas de exaltação cívica, confiante na vitória do homem, na conquista do progresso e da liberdade, dedicou-se simultaneamente a uma poesia delicada, reflexo da dor pessoal, do sentimento amoroso ou trágico por vezes rematado de forma otimista, numa compensação metafísica do sofrimento humano.
-Em outros poemas, Soares de Passos revela as insatisfações sociais através de forte expressão de dor que sente pelas injustiças humanas, como no poema, "O anjo da Humanidade".
-Essas oposições dramáticas talvez sejam a causa da visão trágica com que o poeta observa o mundo. Quando parte para a religião, enfoca a tragédia em que Deus castiga todos; quando enfoca a história, mostra uma sucessão de episódios lastimosos, quando olha o cotidiano, observa somente a desgraça.
Obras mais conhecidas :
-O Anjo da Humanidade
-O Noivado do Sepulcro (1856)
-Amor e Eternidade
Curiosidades :
- O portal de entrada do Cemitério da Lapa, no Porto, onde o poeta Soares de Passos foi sepultado, exibe a seguinte inscrição, precisamente do próprio autor :

" Eis ossos carcomidos, cinzas frias em que parão da vida os breves dias Mortal se quanto vês te não abala, Ouve a tremenda voz que assim te fala, lembra-te homem que és pó, e que d'est arte em pó ou cêdo ou tarde has-de tornar-te"